# Islom Karimov

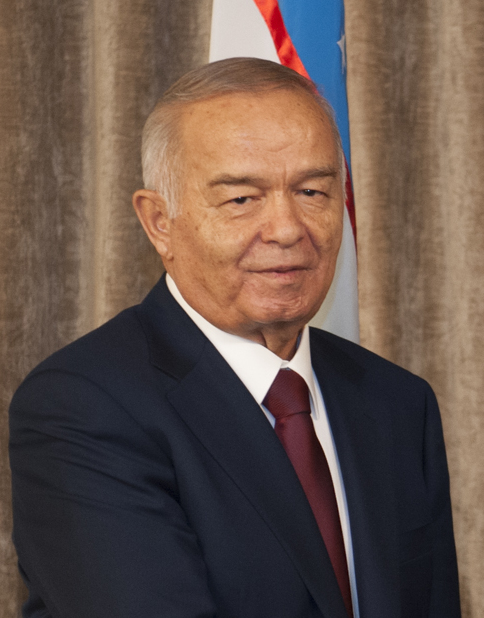
Islam Karimow (2013)

Islom Abdug‘aniyevich Karimov, deutsch Islam Abduganijewitsch Karimow (* 30. Januar 1938 in Samarkand, Usbekische SSR, Sowjetunion; † 2. September 2016 in Taschkent, Usbekistan) war ein usbekischer Politiker. Er diente von 1989 bis 1991 als Erster Sekretär der Kommunistischen Partei der Usbekischen SSR. Am 31. August 1991 erklärte er die Unabhängigkeit von der Sowjetunion und diente bis zu seinem Tod als erster Präsident Usbekistans. Ihm wurde der Ehrentitel „Führer des Vaterlandes“ (Yurtboshi) verliehen.

## Leben
Islom Abdug‘aniyevich Karimov, deutsche Schreibweise Islam Abduganijewitsch Karimow, wuchs in einem staatlichen sowjetischen Waisenheim auf. Er studierte Maschinenbau und Volkswirtschaftslehre am Polytechnischen Institut Taschkent. Im Jahr 1964 trat er der Kommunistischen Partei bei und arbeitete zunächst als Entwicklungsingenieur im usbekischen Flugzeugbau, bevor er in die Staatsverwaltung wechselte. Von 1983 bis 1986 war er Finanzminister und stellvertretender Regierungschef. 1989 wurde er als Nachfolger von Rafik Nischanow erster Parteisekretär in Usbekistan. 1990 stieg er in das höchste politische Gremium der UdSSR auf; er wurde für die Zeit vom 14. Juli 1990 bis zum 24. August 1991 Vollmitglied im Politbüro der Kommunistischen Partei der Sowjetunion (KPdSU). Ab 24. März 1990 war er Präsident des Obersten Sowjets der Republik Usbekistan. In dieser Zeit war er ein aktiver Unterstützer der Unabhängigkeit aller Unionsrepubliken und deklarierte nach dem gescheiterten Augustputsch gegen Michail Gorbatschow am 31. August 1991 die Unabhängigkeit Usbekistans.
Aus den ersten direkten Präsidentschaftswahlen am 29. Dezember 1991 ging er mit 86 % der Stimmen als Sieger hervor und wurde erster Präsident der unabhängigen Republik Usbekistan. Zahlreiche Oppositionelle gingen danach ins Exil, etliche mussten für mehrere Jahre ins Gefängnis und mehrere verschwanden für immer. Durch die Parlamentswahl in Usbekistan 1994/95 konnte Karimov durch den Wahlsieg seiner Volksdemokratischen Partei Usbekistans seine Macht weiter festigen. 1995 ließ Karimov in einem Referendum seine Amtszeit verlängern. Bei der Präsidentschaftswahl in Usbekistan 2000 am 9. Januar 2000 ließ er sich mit 91,9 % für eine weitere Amtszeit bestätigen. Die Abstimmung wurde von den USA als „weder frei noch fair“ bezeichnet; der einzige Gegenkandidat erklärte, er habe selbst für den Präsidenten gestimmt. In einem Referendum am 27. Januar 2002 ließ er sich erneut seine Amtszeit bis Dezember 2007 verlängern.

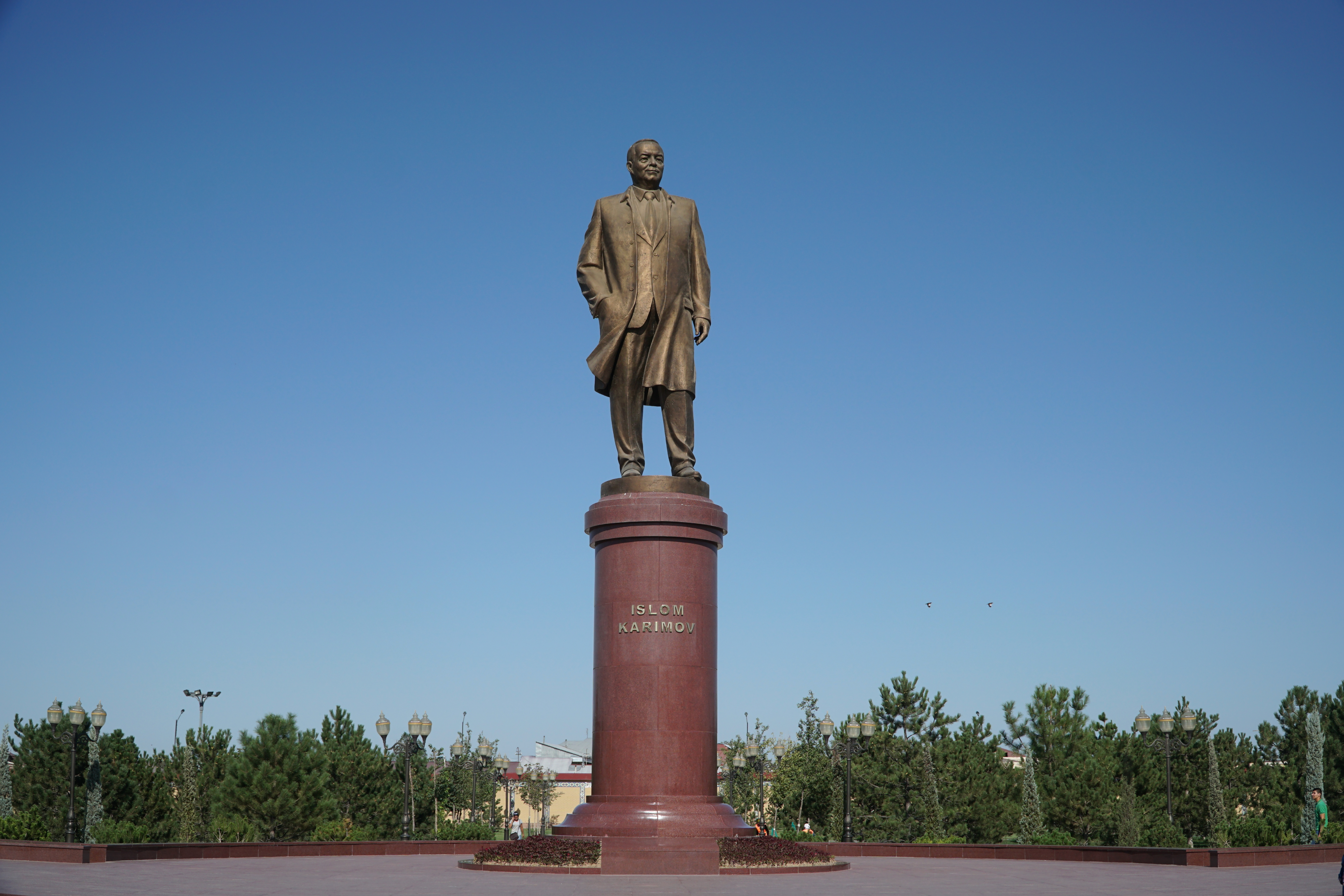
Karimow-Denkmal in Samarkand

Entgegen Artikel 90 der usbekischen Verfassung, die vorsieht, dass die fünfjährige Amtszeit des Präsidenten nur einmal verlängert werden kann, wurde eine erneute Kandidatur Karimovs bei der für den 23. Dezember 2007 angekündigten Präsidentschaftswahl in Usbekistan 2007 bekanntgegeben. Diese verfassungswidrige Wahl gewann Karimov nach Mitteilung der Wahlkommission mit 88,1 % der Stimmen. Drei weitere Kandidaten kamen auf jeweils etwa drei Prozent. Sie hatten aber keinen Wahlkampf geführt und sich teilweise sogar für den Amtsinhaber ausgesprochen. Mit der Wahl wurde Karimov für weitere fünf Jahre als Präsident bestätigt. Die Organisation für Sicherheit und Zusammenarbeit in Europa (OSZE) erklärte, dass die Wahl zahlreiche Kriterien für demokratische Wahlen nicht erfüllt habe. Selbiges galt für die Präsidentschaftswahl in Usbekistan 2015, bei der Karimov ein letztes Mal mit über 90 % der Stimmen wiedergewählt wurde.
Karimov starb im Alter von 78 Jahren an den Folgen eines Schlaganfalls. Um seinen Tod hatte es bereits tagelang Gerüchte gegeben, bevor er am 2. September 2016 offiziell bestätigt wurde. Er wurde in einem eigens erbauten Mausoleum im Innenhof der Chidr-Moschee in Samarkand begraben. Schawkat Mirsijojew wurde bei einer Scheinwahl am 4. Dezember 2016 zu Karimovs Nachfolger gewählt und versprach eine Öffnung des Landes.
Karimov trug den Ehrentitel „Führer des Vaterlandes“ (usbekisch Yurtboshi), der in Usbekistan auch nach seinem Tod weiter in Gebrauch ist. Er war Autor einiger Bücher, darunter Usbekistan an der Schwelle zum 21. Jahrhundert: Gefährdung der Sicherheit, Bedingungen der Stabilität und Garantien für den Fortschritt. An den staatlichen Universitäten in Usbekistan ist die Behandlung dieses Buches obligatorisch.

## Familie

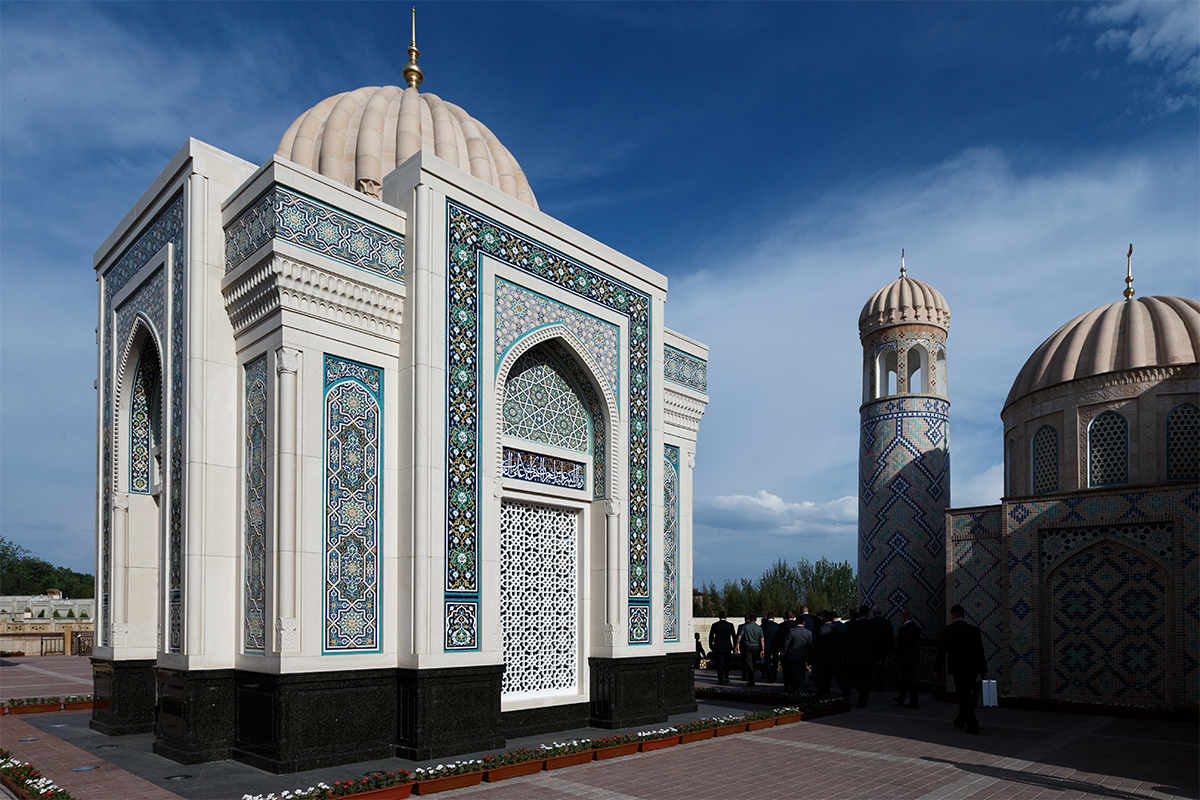
Karimow-Mausoleum in Samarkand

Karimov war mit der Wirtschaftswissenschaftlerin Tatjana Akbarovna Karimova verheiratet. Das Ehepaar hatte zwei Töchter und drei Enkel. Die ältere Tochter, Gulnora Karimova, arbeitete als Beraterin des usbekischen Botschafters in Russland. Sie soll ein verzweigtes Geschäftsimperium aufgebaut haben, zu dem auch das größte Mobilfunkunternehmen Usbekistans, Nachtclubs, eine große Zementfabrik und Coca-Cola UZB gehören.
Obwohl Gulnora Karimova lange als Nachfolgerin ihres Vaters galt, soll sie seit April 2014 unter Hausarrest stehen. Nachdem Karimova sich 2013 offen über das Regime ihres Vaters kritisch geäußert hatte, verlor sie ihren politischen Einfluss vollständig. In einem handgeschriebenen Brief, der die BBC erreichte, klagte sie über Schläge und Narben, die ihr während des Arrests zugefügt worden sein sollen. Vor der Erstürmung von Gulnoras Wohnung durch eine usbekische Spezialeinheit gab es einen monatelangen Machtkampf innerhalb der Familie. Via Twitter zog Gulnora über ihre sechs Jahre jüngere Schwester Lola und ihre Mutter Tatjana her. Sie beschuldigte beide, gemeinsam mit der usbekischen Staatssicherheit Intrigen gegen sie zu schmieden.

## Menschenrechtslage
Karimovs Politik wurde in Bezug auf Menschenrechte und Pressefreiheit international heftig kritisiert. Insbesondere der frühere britische Botschafter in Usbekistan, Craig Murray, hat Berichte über Morde an Regimegegnern an die Öffentlichkeit gebracht. Der repressive Regierungsstil von Karimow hat dazu geführt, dass Usbekistan im 2016 veröffentlichten Demokratieindex der Zeitschrift „The Economist“ unter 167 Ländern auf Platz 161 rangiert. In der Rangliste der Pressefreiheit von „Reporter ohne Grenzen“ aus dem gleichen Jahr kommt das Land auf Platz 166 unter 180 Staaten.
Die Vereinten Nationen schätzten die Folter in Usbekistan als „institutionalisiert, systematisch und weit verbreitet“ ein. 2004 waren etwa 7000 politisch und religiös verfolgte Menschen in Haft. Die Regierung George W. Bush überwies nach den Terroranschlägen am 11. September 2001 2002 202 Mio. Euro für die usbekische Armee und Sicherheitseinheiten (siehe auch Krieg gegen den Terror). Der damalige deutsche Außenminister Joschka Fischer äußerte sich 2005 wohlwollend über das Regime, brachte aber auch seine Sorge über die Lage im Land zum Ausdruck.
Am 13. Mai 2005 kam es in der Stadt Andijon zu Demonstrationen gegen das Regime. Das Militär feuerte auf die Aufständischen und auf unbeteiligte Bürger; dabei kamen bis zu 500 Menschen ums Leben, ca. 2000 wurden verletzt. Karimov bestritt, den Schießbefehl erteilt zu haben. Bis heute ist unbekannt, was mit den sterblichen Überresten der Getöteten passiert ist.